# Хаттестад, Трине
Трине Хаттестад (норв. Trine Hattestad, имя при рождении — Эльза Катрин Сольберг (норв. Elsa Katrine Solberg), род. 18 апреля 1966 года в Лёренскуге, Норвегия) — норвежская метательница копья, олимпийская чемпионка Игр в Сиднее, бронзовый призёр Игр в Атланте, двукратная чемпионка мира, чемпионка Европы. Участница 5 подряд летних Олимпиад, с 1984 по 2000 год.

## Карьера
Хаттестад дебютировала на соревнованиях по метания копья в 1981 году на молодёжном чемпионате Европы, где она заняла 5 место. В начале 1990-х Хаттестад считалась одним из лидеров в женском метании копья. В 1993 году она завоевала свой первый международный титул, победив на чемпионате мира по лёгкой атлетике в Штутгарте. В следующем году к титулу чемпионки мира она добавила титул чемпионки Европы, победив на чемпионате Европы по лёгкой атлетике в Хельсинки. На Олимпийских играх Хаттестад впервые завоевала олимпийскую медаль — бронзовую — в 1996 году в Атланте. В следующем году она вновь победила на чемпионате мира, который на этот раз проходил в Афинах. Но уже на следующем чемпионате мира в Севилье в 1999 году, Хаттестад потеряла титул чемпионки мира, сумев занять только третье место. Главная победа к Хаттестад пришла в 2000 году на летней Олимпиаде в Сиднее, где она стала олимпийской чемпионкой.
За свою карьеру Хаттестад трижды устанавливала мировые рекорды. В молодости также считалась перспективной гандболисткой, играя за клуб второй норвежской лиги.
Трине Хаттестад замужем за Андерсом Хаттестадом, имеет четверых детей.